# Ніагара-Фоллс (Нью-Йорк)
Ніагара-Фоллс (англ. Niagara Falls) — місто (англ. city) в США, в окрузі Ніагара штату Нью-Йорк. Населення — 48 671 особа (2020). Назване на честь розташованого поруч Ніагарського водоспаду. На протилежному березі річки Ніагари лежить однойменне канадське місто. Міста-близнюки з'єднані арковим Веселковим мостом.

## Географія
Місто Ніагара-Фоллс розташоване за координатами 43°5′34″ пн. ш. 79°0′53″ зх. д. / 43.09278° пн. ш. 79.01472° зх. д. (43.092841, -79.014743). За даними Бюро перепису населення США в 2010 році місто мало площу 43,58 км², з яких 36,48 км² — суходіл та 7,10 км² — водойми.

### Клімат
| Клімат : Ніагара-Фоллс                     | Клімат : Ніагара-Фоллс | Клімат : Ніагара-Фоллс | Клімат : Ніагара-Фоллс | Клімат : Ніагара-Фоллс | Клімат : Ніагара-Фоллс | Клімат : Ніагара-Фоллс | Клімат : Ніагара-Фоллс | Клімат : Ніагара-Фоллс | Клімат : Ніагара-Фоллс | Клімат : Ніагара-Фоллс | Клімат : Ніагара-Фоллс | Клімат : Ніагара-Фоллс | Клімат : Ніагара-Фоллс |
| Показник                                   | Січ.                   | Лют.                   | Бер.                   | Квіт.                  | Трав.                  | Черв.                  | Лип.                   | Серп.                  | Вер.                   | Жовт.                  | Лист.                  | Груд.                  | Рік                    |
| Абсолютний максимум, °C                    | 18,3                   | 16,1                   | 27,2                   | 29,4                   | 32,8                   | 35,0                   | 36,1                   | 35,0                   | 35,6                   | 29,4                   | 26,1                   | 18,9                   | 36,1                   |
| Середній максимум, °C                      | 0,1                    | 1,2                    | 5,8                    | 13,2                   | 19,8                   | 24,7                   | 27,3                   | 26,3                   | 22,3                   | 15,7                   | 9,0                    | 2,7                    | 14,1                   |
| Середня температура, °C                    | −4,6                   | −3,7                   | 0,7                    | 7,3                    | 13,6                   | 18,9                   | 21,6                   | 20,6                   | 16,4                   | 10,1                   | 4,3                    | −1,5                   | 8,7                    |
| Середній мінімум, °C                       | −9,2                   | −8,5                   | −4,5                   | 1,4                    | 7,3                    | 13,1                   | 16,0                   | 14,9                   | 10,6                   | 4,6                    | −0,4                   | −5,7                   | 3,4                    |
| Абсолютний мінімум, °C                     | −26,7                  | −25                    | −22,2                  | −11,1                  | −2,2                   | 2,8                    | 7,8                    | 7,2                    | −1,1                   | −5                     | −18,9                  | −20                    | −26,7                  |
| Середня кількість сонячних годин на місяць | 93,0                   | 113,0                  | 155,0                  | 180,0                  | 248,0                  | 270,0                  | 279,0                  | 248,0                  | 180,0                  | 155,0                  | 90,0                   | 62,0                   | 2073                   |
| Норма опадів, мм                           | 65                     | 56                     | 61                     | 68                     | 78                     | 74                     | 82                     | 77                     | 85                     | 73                     | 86                     | 82                     | 888                    |
| Днів з опадами                             | 19,2                   | 14,4                   | 13,7                   | 12,8                   | 12,8                   | 11,2                   | 10,8                   | 9,8                    | 10,7                   | 12,2                   | 14,0                   | 17,1                   | 158,7                  |
| Днів зі снігом                             | 15,0                   | 11,7                   | 7,7                    | 2,4                    | 0,0                    | 0,0                    | 0,0                    | 0,0                    | 0,0                    | 0,2                    | 3,9                    | 11,9                   | 52,8                   |
| ------------------------------------------ | ---------------------- | ---------------------- | ---------------------- | ---------------------- | ---------------------- | ---------------------- | ---------------------- | ---------------------- | ---------------------- | ---------------------- | ---------------------- | ---------------------- | ---------------------- |
| Джерело: NOAA                              |                        |                        |                        |                        |                        |                        |                        |                        |                        |                        |                        |                        |                        |

## Демографія
Згідно з переписом 2010 року, у місті мешкали 50 193 особи в 22 603 домогосподарствах у складі 12 495 родин. Густота населення становила 1152 особи/км². Було 26220 помешкань (602/км²).
Расовий склад населення:
| - 70,5 % — білих - 21,6 % — чорних або афроамериканців - 1,9 % — корінних американців - 1,2 % — азіатів |

До двох чи більше рас належало 3,9 %. Частка іспаномовних становила 3,0 % від усіх жителів.
За віковим діапазоном населення розподілялося таким чином: 22,0 % — особи молодші 18 років, 62,5 % — особи у віці 18—64 років, 15,5 % — особи у віці 65 років та старші. Медіана віку мешканця становила 39,8 року. На 100 осіб жіночої статі у місті припадало 91,2 чоловіків; на 100 жінок у віці від 18 років та старших — 88,2 чоловіків також старших 18 років.
Середній дохід на одне домашнє господарство становив 44 388 доларів США (медіана — 31 560), а середній дохід на одну сім'ю — 53 929 доларів (медіана — 44 334). Медіана доходів становила 40 121 долар для чоловіків та 33 234 долари для жінок. За межею бідності перебувало 26,7 % осіб, у тому числі 42,5 % дітей у віці до 18 років та 10,2 % осіб у віці 65 років та старших.
Цивільне працевлаштоване населення становило 20 737 осіб. Основні галузі зайнятості: освіта, охорона здоров'я та соціальна допомога — 26,0 %, роздрібна торгівля — 15,5 %, мистецтво, розваги та відпочинок — 13,6 %, виробництво — 12,6 %.